# Moneta obiegowa

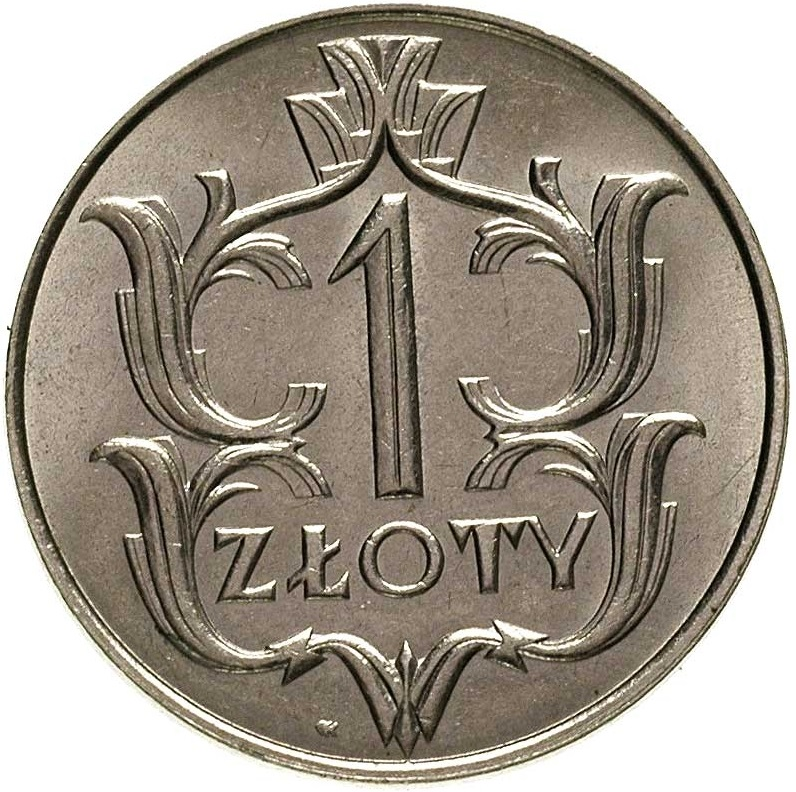
Moneta obiegowa

Moneta obiegowa – moneta będąca aktualnie lub w przeszłości w obiegu, czyli w użyciu codziennym, służąca jako środek płatniczy (pieniądz) do płacenia za towary i usługi.
W przeszłości były produkowane ze srebra oraz złota. Współcześnie monety obiegowe z racji ich mniejszego znaczenia w obrocie pieniężnym bite są z tańszych materiałów takich jak: miedzionikiel, stal, mosiądz czy nordic gold.
Oprócz monet obiegowych istnieją monety kolekcjonerskie i monety bulionowe.